# MPEG-7
Contrairement à MPEG-4 qui décrit un format de codage vidéo, MPEG-7 est une norme de description dont le but est de faciliter l'indexation et la recherche de documents multimédia. 

## Description du format
Le format MPEG-7 comprend trois éléments principaux :
- Un ensemble de descripteurs permettant la description des contenus multimédia :
  - Descripteurs visuels, encodant des informations de couleur, texture, forme ou mouvement.
  - Descripteurs audio, encodant le timbre, le spectre, ou des éléments de plus haut niveau comme la mélodie ou la parole.

- Un langage de description des contenus multimédia : DDL[1] (Description Definition Language). DDL est un dérivé du format de balisage XML Schema.

- Des éléments, appelés Description Schemes (DS), définissant la sémantique et les relations entre descripteurs et entre DS :
  - Les segments permettent de définir la décomposition spatio-temporelles des médias vidéo (image, plan, séquences, etc.)
  - Les informations auteurs : ce qui permet de fournir des informations « bibliographiques » sur un média (titre, auteur, description libre, etc.)
  - Les informations physiques (principe de codage d'un média, taille, résolution, etc.).

Au-delà de ces descripteurs simples, on peut trouver des éléments plus élaborés comme des résumés des médias (sous diverses formes), des approches de personnalisation, etc.

## Utilisation
Le format MPEG-7 n'est actuellement que très peu utilisé dans les applications grand public[réf. nécessaire]. Certaines applications MPEG-7 existent à l'état de prototype (IBM Video annotation, Ricoh Movie Tool).
Le standard TV-Anytime développé pour la description de contenus de télévision utilise MPEG-7.
NEC Corporation, un groupe japonais, a développé une application utilisant ce standard, qui vise à permettre aux ayants droit de détecter et reconnaître les vidéos piratées. La version limitée, vendue 27 000 dollars, permet de rechercher 250 heures de vidéo dans leur base de données.